# 2009年のWTAツアー
2009年のWTAツアーは2009年のWTAツアーの日程と決勝結果である。

## 日程
2009年WTAカレンダーより作成
| グランドスラム                        |
| WTAツアー選手権                       |
| プレミア・マンダトリー                |
| プレミア5                             |
| WTAトーナメント・オブ・チャンピオンズ |
| プレミア                              |
| インターナショナル                    |
| チームイベント                        |

| 日時            | 大会名 | 優勝者                                                              | 準優勝者                                                            | 試合結果 （スコア）  |
| --------------- | --- | ------------------------------------------------------------------- | ------------------------------------------------------------------- | -------------------- |
| 1月5日          | ホップマンカップ パース 男女混合国別対抗戦 - ハード (室内) - 8チーム (RR)                                               | スロバキア                                                          | ロシア                                                              | 2-0                  |
| 1月5日          | ブリスベン国際 ブリスベン $220,000 - ハード - 32S/32Q/16D                                                               | ビクトリア・アザレンカ                                              | マリオン・バルトリ                                                  | 6-3, 6-1             |
| 1月5日          | ブリスベン国際 ブリスベン $220,000 - ハード - 32S/32Q/16D                                                               | アンナ＝レナ・グローネフェルト バニア・キング                       | クラウディア・ヤンス アリシア・ロソルスカ                           | 3-6, 7-5, [10-5]     |
| 1月5日          | ASBクラシック オークランド $220,000 - ハード - 32S/32Q/16D                                                              | エレーナ・デメンチェワ                                              | エレーナ・ベスニナ                                                  | 6–4, 6–1             |
| 1月5日          | ASBクラシック オークランド $220,000 - ハード - 32S/32Q/16D                                                              | ナタリー・ドシー マラ・サンタンジェロ                               | ヌリア・リャゴステラ・ビベス アランチャ・パラ・サントンハ           | 4–6, 7–6(3), [12–10] |
| 1月12日         | メディバンク国際 シドニー $600,000 - ハード - 30S/32Q/16D                                                               | エレーナ・デメンチェワ                                              | ディナラ・サフィナ                                                  | 6–3, 2–6, 6–1        |
| 1月12日         | メディバンク国際 シドニー $600,000 - ハード - 30S/32Q/16D                                                               | 謝淑薇 彭帥                                                         | ナタリー・ドシー ケーシー・デラクア                                 | 6–0, 6–1             |
| 1月12日         | モーリラ・ホバート国際 ホバート $220,000 - ハード - 32S/32Q/16D                                                         | ペトラ・クビトバ                                                    | イベタ・ベネソバ                                                    | 7–5, 6–1             |
| 1月12日         | モーリラ・ホバート国際 ホバート $220,000 - ハード - 32S/32Q/16D                                                         | ヒセラ・ドゥルコ フラビア・ペンネッタ                               | アリョーナ・ボンダレンコ カテリナ・ボンダレンコ                     | 6–2, 7–6(4)          |
| 1月19日 1月26日 | 全豪オープン メルボルン $7,262,973 - ハード 128S/96Q/64D/32X シングルス – ダブルス – 混合ダブルス                       | セリーナ・ウィリアムズ                                              | ディナラ・サフィナ                                                  | 6–0, 6–3             |
| 1月19日 1月26日 | 全豪オープン メルボルン $7,262,973 - ハード 128S/96Q/64D/32X シングルス – ダブルス – 混合ダブルス                       | セリーナ・ウィリアムズ ビーナス・ウィリアムズ                       | 杉山愛 ダニエラ・ハンチュコバ                                       | 6–3, 6–3             |
| 1月19日 1月26日 | 全豪オープン メルボルン $7,262,973 - ハード 128S/96Q/64D/32X シングルス – ダブルス – 混合ダブルス                       | サニア・ミルザ マヘシュ・ブパシ                                     | ナタリー・ドシー アンディ・ラム                                     | 6–3, 6–1             |
| 2月2日          | フェドカップ1回戦 モスクワ - ハード (室内) オルレアン - ハード (室内) サプライズ - ハード (室内) ブルノ - ハード (室内) | 勝利チーム · ロシア · イタリア · アメリカ合衆国 · チェコ            | 敗退チーム · 中華人民共和国 · フランス · アルゼンチン · スペイン    | 5–0 3–2 4–1          |
| 2月9日          | GDFスエズ・オープン パリ $700,000 - ハード (室内) - 30S/32Q/16D                                                         | アメリ・モレスモ                                                    | エレーナ・デメンチェワ                                              | 7–6(7), 2–6, 6–4     |
| 2月9日          | GDFスエズ・オープン パリ $700,000 - ハード (室内) - 30S/32Q/16D                                                         | カーラ・ブラック リーゼル・フーバー                                 | クベタ・ペシュケ リサ・レイモンド                                   | 6–4, 3–6, [10–4]     |
| 2月9日          | PTTパタヤ・オープン パタヤ $220,000 - ハード - 32S/16Q/16D                                                              | ベラ・ズボナレワ                                                    | サニア・ミルザ                                                      | 7–5, 6–1             |
| 2月9日          | PTTパタヤ・オープン パタヤ $220,000 - ハード - 32S/16Q/16D                                                              | ヤロスラワ・シュウェドワ タマリネ・タナスガーン                     | ユリア・ベイゲルジマー ビタリア・ディアチェンコ                     | 6–3, 6–2             |
| 2月16日         | ドバイ・テニス選手権 ドバイ $2,000,000 - ハード - 56S/32Q/28D                                                           | ビーナス・ウィリアムズ                                              | ビルジニ・ラザノ                                                    | 6–4, 6–2             |
| 2月16日         | ドバイ・テニス選手権 ドバイ $2,000,000 - ハード - 56S/32Q/28D                                                           | カーラ・ブラック リーゼル・フーバー                                 | マリア・キリレンコ アグニエシュカ・ラドワンスカ                     | 6–3, 6–3             |
| 2月16日         | セルラー・サウス・カップ メンフィス $220,000 - ハード (室内) - 32S/16Q/16D                                              | ビクトリア・アザレンカ                                              | キャロライン・ウォズニアッキ                                        | 6–1, 6–3             |
| 2月16日         | セルラー・サウス・カップ メンフィス $220,000 - ハード (室内) - 32S/16Q/16D                                              | ビクトリア・アザレンカ キャロライン・ウォズニアッキ                 | ユリア・フェデク ミハエラ・クライチェク                             | 6–1, 7–6(2)          |
| 2月16日         | ソニー・エリクソン・コルサニータス杯 ボゴタ $220,000 - クレー - 32S/32Q/16D                                             | マリア・ホセ・マルティネス・サンチェス                              | ヒセラ・ドゥルコ                                                    | 6–3, 6–2             |
| 2月16日         | ソニー・エリクソン・コルサニータス杯 ボゴタ $220,000 - クレー - 32S/32Q/16D                                             | マリア・ホセ・マルティネス・サンチェス ヌリア・リャゴステラ・ビベス | ヒセラ・ドゥルコ フラビア・ペンネッタ                               | 7–5, 3–6, [10–7]     |
| 2月23日         | アビエルト・メキシコ・テルセル アカプルコ $220,000 - クレー - 32S/32Q/16D                                               | ビーナス・ウィリアムズ                                              | フラビア・ペンネッタ                                                | 6–1, 6–2             |
| 2月23日         | アビエルト・メキシコ・テルセル アカプルコ $220,000 - クレー - 32S/32Q/16D                                               | マリア・ホセ・マルティネス・サンチェス ヌリア・リャゴステラ・ビベス | ルルド・ドミンゲス・リノ アランチャ・パラ・サントンハ               | 6–4, 6–2             |
| 3月2日          | モンテレイ・オープン モンテレイ $220,000 - ハード - 32S/32Q/16D                                                         | マリオン・バルトリ                                                  | 李娜                                                                | 6–4, 6–3             |
| 3月2日          | モンテレイ・オープン モンテレイ $220,000 - ハード - 32S/32Q/16D                                                         | ナタリー・ドシー マラ・サンタンジェロ                               | イベタ・ベネソバ バルボラ・ザフラボバ・ストリコバ                   | 6–3, 6–4             |
| 3月9日 3月16日  | BNPパリバ・オープン インディアンウェルズ $4,500,000 - ハード - 96S/48Q/32D                                              | ベラ・ズボナレワ                                                    | アナ・イバノビッチ                                                  | 7–6(5), 6–2          |
| 3月9日 3月16日  | BNPパリバ・オープン インディアンウェルズ $4,500,000 - ハード - 96S/48Q/32D                                              | ベラ・ズボナレワ ビクトリア・アザレンカ                             | ヒセラ・ドゥルコ シャハー・ピアー                                   | 6–4, 3–6, [10–5]     |
| 3月23日 3月30日 | ソニー・エリクソン・オープン マイアミ $4,500,000 - ハード - 96S/48Q/32D                                                 | ビクトリア・アザレンカ                                              | セリーナ・ウィリアムズ                                              | 6–3, 6–1             |
| 3月23日 3月30日 | ソニー・エリクソン・オープン マイアミ $4,500,000 - ハード - 96S/48Q/32D                                                 | スベトラーナ・クズネツォワ アメリ・モレスモ                         | クベタ・ペシュケ リサ・レイモンド                                   | 4–6, 6–3, [10–3]     |
| 4月6日          | アンダルシア・テニス・エクスペリエンス マルベーリャ $500,000 - クレー - 32S/32Q/16D                                     | フラビア・ペンネッタ                                                | カルラ・スアレス・ナバロ                                            | 6–3, 3–6, 6–3        |
| 4月6日          | アンダルシア・テニス・エクスペリエンス マルベーリャ $500,000 - クレー - 32S/32Q/16D                                     | クラウディア・ヤンス アリシア・ロソルスカ                           | アナベル・メディナ・ガリゲス ビルヒニア・ルアノ・パスクアル         | 6–3, 6–3             |
| 4月6日          | MPSグループ選手権 ポンテベドラビーチ $220,000 - クレー - 32S/32Q/16D                                                    | キャロライン・ウォズニアッキ                                        | アレクサンドラ・ウォズニアク                                        | 6–1, 6–2             |
| 4月6日          | MPSグループ選手権 ポンテベドラビーチ $220,000 - クレー - 32S/32Q/16D                                                    | 荘佳容 サニア・ミルザ                                               | クベタ・ペシュケ リサ・レイモンド                                   | 6–3, 4–6, [10–7]     |
| 4月13日         | ファミリー・サークル・カップ チャールストン $1,000,000 - クレー - 56S/32Q/16D                                           | ザビーネ・リシキ                                                    | キャロライン・ウォズニアッキ                                        | 6–2, 6–4             |
| 4月13日         | ファミリー・サークル・カップ チャールストン $1,000,000 - クレー - 56S/32Q/16D                                           | ナディア・ペトロワ ベサニー・マテック＝サンズ                       | パティ・シュナイダー リガ・デクメイエレ                             | 6–7(5), 6–2, [11–9]  |
| 4月13日         | バルセロナ・レディース・オープン バルセロナ $220,000 - クレー - 32S/32Q/16D                                             | ロベルタ・ビンチ                                                    | マリア・キリレンコ                                                  | 6–0, 6–4             |
| 4月13日         | バルセロナ・レディース・オープン バルセロナ $220,000 - クレー - 32S/32Q/16D                                             | マリア・ホセ・マルティネス・サンチェス ヌリア・リャゴステラ・ビベス | ソラナ・チルステア アンドレヤ・クレパーチ                           | 3–6, 6–2, [10–8]     |
| 4月20日         | フェドカップ準決勝 カステッラネータ - クレー ブルノ - ハード (室内)                                                     | 勝利チーム · イタリア · アメリカ合衆国                              | 敗退チーム · ロシア · チェコ                                        | 4–1 3–2              |
| 4月27日         | ポルシェ・テニス・グランプリ シュトゥットガルト $700,000 - クレー - 32S/32Q/16D                                         | スベトラーナ・クズネツォワ                                          | ディナラ・サフィナ                                                  | 6–4, 6–3             |
| 4月27日         | ポルシェ・テニス・グランプリ シュトゥットガルト $700,000 - クレー - 32S/32Q/16D                                         | ナディア・ペトロワ ベサニー・マテック＝サンズ                       | ヒセラ・ドゥルコ フラビア・ペンネッタ                               | 5–7, 6–3, [10–7]     |
| 4月27日         | SARラ・プリンセス・ラーラ・メリヤム・グランプリ フェズ $220,000 - クレー - 32S/32Q/16D                                  | アナベル・メディナ・ガリゲス                                        | エカテリーナ・マカロワ                                              | 6–0, 6–1             |
| 4月27日         | SARラ・プリンセス・ラーラ・メリヤム・グランプリ フェズ $220,000 - クレー - 32S/32Q/16D                                  | アリサ・クレイバノワ エカテリーナ・マカロワ                         | ソラナ・チルステア マリア・キリレンコ                               | 6–3, 2–6, [10–8]     |
| 5月4日          | BNLイタリア国際 ローマ $2,000,000 - クレー - 56S/32Q/28D                                                                | ディナラ・サフィナ                                                  | スベトラーナ・クズネツォワ                                          | 6–3, 6–2             |
| 5月4日          | BNLイタリア国際 ローマ $2,000,000 - クレー - 56S/32Q/28D                                                                | 彭帥 謝淑薇                                                         | 杉山愛 ダニエラ・ハンチュコバ                                       | 7–5, 7–6(5)          |
| 5月4日          | エストリル・オープン エストリル $220,000 - クレー - 32S/32Q/16D                                                         | ヤニナ・ウィックマイヤー                                            | エカテリーナ・マカロワ                                              | 7–5, 6–2             |
| 5月4日          | エストリル・オープン エストリル $220,000 - クレー - 32S/32Q/16D                                                         | ラクエル・コップス＝ジョーンズ アビゲイル・スピアーズ               | シャロン・フィッチマン カタリン・マロシ                             | 2–6, 6–3, [10–5]     |
| 5月11日         | ムチュア・マドリレーニャ・オープン マドリード $4,500,000 - クレー - 60S/32Q/28D                                         | ディナラ・サフィナ                                                  | キャロライン・ウォズニアッキ                                        | 6–2, 6–4             |
| 5月11日         | ムチュア・マドリレーニャ・オープン マドリード $4,500,000 - クレー - 60S/32Q/28D                                         | カーラ・ブラック リーゼル・フーバー                                 | リサ・レイモンド クベタ・ペシュケ                                   | 4–6, 6–3, [10–6]     |
| 5月18日         | ワルシャワ・オープン ワルシャワ $600,000 - クレー - 32S/32Q/16D                                                         | アレクサンドラ・ドゥルゲル                                          | アリョーナ・ボンダレンコ                                            | 7–6(3), 3–6, 6–0     |
| 5月18日         | ワルシャワ・オープン ワルシャワ $600,000 - クレー - 32S/32Q/16D                                                         | ラケル・コップス＝ジョーンズ ベサニー・マテック＝サンズ             | 晏紫 鄭潔                                                           | 6-1, 6–1             |
| 5月18日         | ストラスブール国際 ストラスブール $220,000 - クレー - 32S/30Q/16D                                                       | アラバン・レザイ                                                    | ルーシー・ハラデツカ                                                | 7–6(2), 6–1          |
| 5月18日         | ストラスブール国際 ストラスブール $220,000 - クレー - 32S/30Q/16D                                                       | ナタリー・ドシー マラ・サンタンジェロ                               | クレア・フュアーステイン ステファニー・フォレッツ                   | 6–0, 6–1             |
| 5月25日 6月1日  | 全仏オープン パリ $10,009,638 - クレー 128S/96Q/64D/32X シングルス – ダブルス – 混合ダブルス                            | スベトラーナ・クズネツォワ                                          | ディナラ・サフィナ                                                  | 6–4, 6–2             |
| 5月25日 6月1日  | 全仏オープン パリ $10,009,638 - クレー 128S/96Q/64D/32X シングルス – ダブルス – 混合ダブルス                            | ビルヒニア・ルアノ・パスクアル アナベル・メディナ・ガリゲス         | ビクトリア・アザレンカ エレーナ・ベスニナ                           | 6–1, 6–1             |
| 5月25日 6月1日  | 全仏オープン パリ $10,009,638 - クレー 128S/96Q/64D/32X シングルス – ダブルス – 混合ダブルス                            | リーゼル・フーバー ボブ・ブライアン                                 | バニア・キング マルセロ・メロ                                       | 5–7, 7–6(5), [10–7]  |
| 6月8日          | エイゴン・クラシック バーミンガム $220,000 - 芝 - 56S/32Q/16D                                                           | マグダレナ・リバリコバ                                              | 李娜                                                                | 6–0, 7–6(2)          |
| 6月8日          | エイゴン・クラシック バーミンガム $220,000 - 芝 - 56S/32Q/16D                                                           | カーラ・ブラック リーゼル・フーバー                                 | ラケル・コップス＝ジョーンズ アビゲイル・スピアーズ                 | 6–1, 6–4             |
| 6月15日         | エイゴン国際 イーストボーン $600,000 - 芝 - 32S/32Q/16D                                                                 | キャロライン・ウォズニアッキ                                        | ビルジニ・ラザノ                                                    | 7–6(5), 7–5          |
| 6月15日         | エイゴン国際 イーストボーン $600,000 - 芝 - 32S/32Q/16D                                                                 | アクグル・アマンムラドワ 杉山愛                                     | サマンサ・ストーサー レネ・スタブス                                 | 6–4, 6–3             |
| 6月15日         | オルディナ・オープン スヘルトーヘンボス $220,000 - 芝 - 32S/16Q/16D                                                     | タマリネ・タナスガーン                                              | ヤニナ・ウィックマイヤー                                            | 6–3, 7–5             |
| 6月15日         | オルディナ・オープン スヘルトーヘンボス $220,000 - 芝 - 32S/16Q/16D                                                     | サラ・エラニ フラビア・ペンネッタ                                   | ミハエラ・クライチェク ヤニナ・ウィックマイヤー                     | 6–4, 5–7, [13–11]    |
| 6月22日 6月29日 | ウィンブルドン ロンドン $9,487,267 - 芝 128S/96Q/64D/48X シングルス – ダブルス – 混合ダブルス                           | セリーナ・ウィリアムズ                                              | ビーナス・ウィリアムズ                                              | 7–6(3), 6–2          |
| 6月22日 6月29日 | ウィンブルドン ロンドン $9,487,267 - 芝 128S/96Q/64D/48X シングルス – ダブルス – 混合ダブルス                           | セリーナ・ウィリアムズ ビーナス・ウィリアムズ                       | サマンサ・ストーサー レネ・スタブス                                 | 7–6(6), 6–2          |
| 6月22日 6月29日 | ウィンブルドン ロンドン $9,487,267 - 芝 128S/96Q/64D/48X シングルス – ダブルス – 混合ダブルス                           | アンナ＝レナ・グローネフェルト マーク・ノールズ                     | カーラ・ブラック リーンダー・パエス                                 | 7–6(4), 6–4          |
| 7月6日          | GDFスエズ・グランプリ ブダペスト $220,000 - クレー - 32S/32Q/16D                                                        | アグネシュ・サバイ                                                  | パティ・シュナイダー                                                | 2–6, 6–4, 6–2        |
| 7月6日          | GDFスエズ・グランプリ ブダペスト $220,000 - クレー - 32S/32Q/16D                                                        | アリサ・クレイバノワ モニカ・ニクレスク                             | アリョーナ・ボンダレンコ カテリナ・ボンダレンコ                     | 6–4, 7–6(5)          |
| 7月6日          | スウェーデン・オープン ボースタード $220,000 - クレー - 32S/32Q/16D                                                     | マリア・ホセ・マルティネス・サンチェス                              | キャロライン・ウォズニアッキ                                        | 7–5, 6–4             |
| 7月6日          | スウェーデン・オープン ボースタード $220,000 - クレー - 32S/32Q/16D                                                     | ヒセラ・ドゥルコ フラビア・ペンネッタ                               | マリア・ホセ・マルティネス・サンチェス ヌリア・リャゴステラ・ビベス | 6–2, 0–6, [10–5]     |
| 7月13日         | パレルモ国際 パレルモ $220,000 - クレー - 32S/32Q/16D                                                                   | フラビア・ペンネッタ                                                | サラ・エラニ                                                        | 6–1, 6–2             |
| 7月13日         | パレルモ国際 パレルモ $220,000 - クレー - 32S/32Q/16D                                                                   | マリア・ホセ・マルティネス・サンチェス ヌリア・リャゴステラ・ビベス | マリヤ・コリャツェワ ダリヤ・クツォワ                               | 6–1, 6–2             |
| 7月13日         | ECMプラハ・オープン プラハ $220,000 - クレー - 32S/32Q/16D                                                              | シビル・バンマー                                                    | フランチェスカ・スキアボーネ                                        | 7–6(4), 6–2          |
| 7月13日         | ECMプラハ・オープン プラハ $220,000 - クレー - 32S/32Q/16D                                                              | アリョーナ・ボンダレンコ カテリナ・ボンダレンコ                     | イベタ・ベネソバ バルボラ・ザフラボバ・ストリコバ                   | 6–1, 6–2             |
| 7月20日         | スロベニア・オープン ポルトロス $220,000 - ハード - 32S/32Q/16D                                                         | ディナラ・サフィナ                                                  | サラ・エラニ                                                        | 6–7(5), 6–1, 7–5     |
| 7月20日         | スロベニア・オープン ポルトロス $220,000 - ハード - 32S/32Q/16D                                                         | ユリア・ゲルゲス ブラディミラ・ウーリロバ                           | カミーユ・パン クララ・ザコパロバ                                   | 6–4, 6–2             |
| 7月20日         | ガシュタイン・レディース バートガシュタイン $220,000 - クレー - 32S/32Q/16D                                             | アンドレア・ペトコビッチ                                            | イオアナ・ラルカ・オラル                                            | 6–2, 6–3             |
| 7月20日         | ガシュタイン・レディース バートガシュタイン $220,000 - クレー - 32S/32Q/16D                                             | アンドレア・フラバーチコバ ルーシー・ハラデツカ                     | タチヤナ・マレック アンドレア・ペトコビッチ                         | 6–2, 6–4             |
| 7月27日         | バンク・オブ・ウェスト・クラシック スタンフォード $700,000 - ハード - 30S/32Q/16D                                       | マリオン・バルトリ                                                  | ビーナス・ウィリアムズ                                              | 6–2, 5–7, 6–4        |
| 7月27日         | バンク・オブ・ウェスト・クラシック スタンフォード $700,000 - ハード - 30S/32Q/16D                                       | セリーナ・ウィリアムズ ビーナス・ウィリアムズ                       | 詹詠然 モニカ・ニクレスク                                           | 6–4, 6–1             |
| 7月27日         | イスタンブール・カップ イスタンブール $220,000 - ハード - 32S/32Q/16D                                                   | ベラ・ドゥシェビナ                                                  | ルーシー・ハラデツカ                                                | 6–0, 6–1             |
| 7月27日         | イスタンブール・カップ イスタンブール $220,000 - ハード - 32S/32Q/16D                                                   | ルーシー・ハラデツカ レナタ・ボラコバ                               | ユリア・ゲルゲス パティ・シュナイダー                               | 2–6, 6–3, [12–10]    |
| 8月3日          | LA女子テニス選手権 ロサンゼルス $700,000 - ハード - 30S/32Q/16D                                                         | フラビア・ペンネッタ                                                | サマンサ・ストーサー                                                | 6–4, 6–3             |
| 8月3日          | LA女子テニス選手権 ロサンゼルス $700,000 - ハード - 30S/32Q/16D                                                         | 荘佳容 晏紫                                                         | マリア・キリレンコ アグニエシュカ・ラドワンスカ                     | 6–0, 4–6, [10–7]     |
| 8月10日         | WSファイナンシャル・グループ女子オープン シンシナティ $2,000,000 - ハード - 56S/48Q/28D                                 | エレナ・ヤンコビッチ                                                | ディナラ・サフィナ                                                  | 6–4, 6–2             |
| 8月10日         | WSファイナンシャル・グループ女子オープン シンシナティ $2,000,000 - ハード - 56S/48Q/28D                                 | カーラ・ブラック リーゼル・フーバー                                 | マリア・ホセ・マルティネス・サンチェス ヌリア・リャゴステラ・ビベス | 6–3, 0–6, [10–2]     |
| 8月17日         | ロジャーズ・カップ トロント $2,000,000 - ハード - 56S/32Q/28D                                                           | エレーナ・デメンチェワ                                              | マリア・シャラポワ                                                  | 6–4, 6–3             |
| 8月17日         | ロジャーズ・カップ トロント $2,000,000 - ハード - 56S/32Q/28D                                                           | マリア・ホセ・マルティネス・サンチェス ヌリア・リャゴステラ・ビベス | サマンサ・ストーサー レネ・スタブス                                 | 2–6, 7–5, [11–9]     |
| 8月24日         | パイロット・ペン・テニス ニューヘイブン $600,000 - ハード - 30S/32Q/16D                                                 | キャロライン・ウォズニアッキ                                        | エレーナ・ベスニナ                                                  | 6–2, 6–4             |
| 8月24日         | パイロット・ペン・テニス ニューヘイブン $600,000 - ハード - 30S/32Q/16D                                                 | マリア・ホセ・マルティネス・サンチェス ヌリア・リャゴステラ・ビベス | イベタ・ベネソバ ルーシー・ハラデツカ                               | 6–2, 7–5             |
| 8月31日 9月7日  | 全米オープン ニューヨーク $9,756,000 - ハード 128S/128Q/64D/32X シングルス – ダブルス – 混合ダブルス                    | キム・クライシュテルス                                              | キャロライン・ウォズニアッキ                                        | 7–5, 6–3             |
| 8月31日 9月7日  | 全米オープン ニューヨーク $9,756,000 - ハード 128S/128Q/64D/32X シングルス – ダブルス – 混合ダブルス                    | セリーナ・ウィリアムズ ビーナス・ウィリアムズ                       | カーラ・ブラック リーゼル・フーバー                                 | 6–2, 6–2             |
| 8月31日 9月7日  | 全米オープン ニューヨーク $9,756,000 - ハード 128S/128Q/64D/32X シングルス – ダブルス – 混合ダブルス                    | カーリー・ガリクソン トラビス・パロット                             | カーラ・ブラック リーンダー・パエス                                 | 6–2, 6–4             |
| 9月14日         | 広州国際女子オープン 広州 $220,000 - ハード - 32S/32Q/16D                                                               | シャハー・ピアー                                                    | アルベルタ・ブリアンティ                                            | 6–3, 6–4             |
| 9月14日         | 広州国際女子オープン 広州 $220,000 - ハード - 32S/32Q/16D                                                               | オリガ・ゴボツォワ タチアナ・ポウチェク                             | クルム伊達公子 孫甜甜                                               | 3–6, 6–2, [10–8]     |
| 9月14日         | ベル・チャレンジ ケベックシティ $220,000 - ハード (室内) - 32S/32Q/16D                                                  | メリンダ・ツィンク                                                  | ルーシー・サファロバ                                                | 4–6, 6–3, 7–5        |
| 9月14日         | ベル・チャレンジ ケベックシティ $220,000 - ハード (室内) - 32S/32Q/16D                                                  | バニア・キング バルボラ・ザフラボバ・ストリコバ                     | ソフィア・アルビドソン セベリーヌ・ブレモン・ベルトラム             | 6–1, 6–3             |
| 9月21日         | ハンソル韓国オープン ソウル $220,000 - ハード - 32S/32Q/16D                                                             | クルム伊達公子                                                      | アナベル・メディナ・ガリゲス                                        | 6–3, 6–3             |
| 9月21日         | ハンソル韓国オープン ソウル $220,000 - ハード - 32S/32Q/16D                                                             | 詹詠然 アビゲイル・スピアーズ                                       | カーリー・ガリクソン ニコール・クリッツ                             | 6–3, 6–4             |
| 9月21日         | タシケント・オープン タシケント $220,000 - ハード - 32S/32Q/16D                                                         | シャハー・ピアー                                                    | アクグル・アマンムラドワ                                            | 6–3, 6–4             |
| 9月21日         | タシケント・オープン タシケント $220,000 - ハード - 32S/32Q/16D                                                         | オリガ・ゴボツォワ タチアナ・ポウチェク                             | ビタリア・ディアチェンコ エカテリーナ・ジェハレビッチ               | 6–2, 6–7(1), [10–8]  |
| 9月28日         | 東レ・パンパシフィック・オープン 東京 $2,000,000 - ハード - 56S/32Q/16D                                                 | マリア・シャラポワ                                                  | エレナ・ヤンコビッチ                                                | 5-2 途中棄権         |
| 9月28日         | 東レ・パンパシフィック・オープン 東京 $2,000,000 - ハード - 56S/32Q/16D                                                 | アリサ・クレイバノワ フランチェスカ・スキアボーネ                   | ダニエラ・ハンチェコバ 杉山愛                                       | 6-4, 6-2             |
| 10月5日         | チャイナ・オープン 北京 $4,500,000 - ハード - 56S/32Q/28D                                                               | スベトラーナ・クズネツォワ                                          | アグニエシュカ・ラドワンスカ                                        | 6–2, 6–4             |
| 10月5日         | チャイナ・オープン 北京 $4,500,000 - ハード - 56S/32Q/28D                                                               | 謝淑薇 彭帥                                                         | アーラ・クドゥリャフツェワ エカテリーナ・マカロワ                   | 6–3, 6–1             |
| 10月12日        | ジェネラーリ・レディース・リンツ リンツ $220,000 - ハード (室内) - 32S/32Q/16D                                          | ヤニナ・ウィックマイヤー                                            | ペトラ・クビトバ                                                    | 6–3, 6–4             |
| 10月12日        | ジェネラーリ・レディース・リンツ リンツ $220,000 - ハード (室内) - 32S/32Q/16D                                          | アンナ＝レナ・グローネフェルト カタリナ・スレボトニク               | クラウディア・ヤンス アリシア・ロソルスカ                           | 6–1, 6–4             |
| 10月12日        | HPオープン 大阪 $220,000 - ハード - 32S/32Q/16D                                                                         | サマンサ・ストーサー                                                | フランチェスカ・スキアボーネ                                        | 7–5, 6–1             |
| 10月12日        | HPオープン 大阪 $220,000 - ハード - 32S/32Q/16D                                                                         | 荘佳容 リサ・レイモンド                                             | シャネル・シェパーズ アビゲイル・スピアーズ                         | 6–2, 6–4             |
| 10月19日        | クレムリン・カップ モスクワ $1,000,000 - ハード (室内) - 30S/32Q/16D                                                    | フランチェスカ・スキアボーネ                                        | オリガ・ゴボツォワ                                                  | 6-3, 6-0             |
| 10月19日        | クレムリン・カップ モスクワ $1,000,000 - ハード (室内) - 30S/32Q/16D                                                    | マリア・キリレンコ ナディア・ペトロワ                               | マリア・コンドラティエワ クララ・ザコパロバ                         | 6-2, 6-2             |
| 10月19日        | BGLルクセンブルク・オープン ルクセンブルク $220,000 - ハード (室内) - 32S/32Q/16D                                       | ティメア・バシンスキー                                              | ザビーネ・リシキ                                                    | 6–2, 7–5             |
| 10月19日        | BGLルクセンブルク・オープン ルクセンブルク $220,000 - ハード (室内) - 32S/32Q/16D                                       | イベタ・ベネソバ バルボラ・ザフラボバ・ストリコバ                   | ブラディミラ・ウーリロバ レナタ・ボラコバ                           | 1–6, 6–0, [10–7]     |
| 10月26日        | ソニー・エリクソン・チャンピオンシップ ドーハ $4,550,000 - ハード - 8S (RR)/4D                                          | セリーナ・ウィリアムズ                                              | ビーナス・ウィリアムズ                                              | 6–2, 7–6(4)          |
| 10月26日        | ソニー・エリクソン・チャンピオンシップ ドーハ $4,550,000 - ハード - 8S (RR)/4D                                          | マリア・ホセ・マルティネス・サンチェス ヌリア・リャゴステラ・ビベス | リーゼル・フーバー カーラ・ブラック                                 | 7–6(0), 5–7, [10–7]  |
| 11月2日         | コモンウェルス・バンク・トーナメント・オブ・チャンピオンズ バリ $600,000 - ハード (室内) - 8S                           | アラバン・レザイ                                                    | マリオン・バルトリ                                                  | 7-5, 途中棄権        |
| 11月2日         | フェドカップ決勝 レッジョ・ディ・カラブリア - クレー                                                                    | イタリア                                                            | アメリカ合衆国                                                      | 4–0                  |

## 2009年最終ランキング
| 順位 | 選手                         | ポイント | 出場数 |
| ---- | ---------------------------- | -------- | ------ |
| 1    | セリーナ・ウィリアムズ       | 9075     | 17     |
| 2    | ディナラ・サフィナ           | 7800     | 17     |
| 3    | スベトラーナ・クズネツォワ   | 6141     | 18     |
| 4    | キャロライン・ウォズニアッキ | 5875     | 24     |
| 5    | エレーナ・デメンチェワ       | 5585     | 19     |
| 6    | ビーナス・ウィリアムズ       | 5126     | 16     |
| 7    | ビクトリア・アザレンカ       | 4820     | 16     |
| 8    | エレナ・ヤンコビッチ         | 3965     | 18     |
| 9    | ベラ・ズボナレワ             | 3560     | 19     |
| 10   | アグニエシュカ・ラドワンスカ | 3450     | 22     |

| 順位 | 選手                                   | ポイント | 出場数 |
| ---- | -------------------------------------- | -------- | ------ |
| 1    | カーラ・ブラック                       | 8520     | 20     |
| 2    | リーゼル・フーバー                     | 8520     | 20     |
| 3    | セリーナ・ウィリアムズ                 | 7440     | 5      |
| 4    | ビーナス・ウィリアムズ                 | 7440     | 5      |
| 5    | ヌリア・リャゴステラ・ビベス           | 6180     | 20     |
| 6    | マリア・ホセ・マルティネス・サンチェス | 6180     | 20     |
| 7    | サマンサ・ストーサー                   | 5610     | 15     |
| 7    | レネ・スタブス                         | 5610     | 15     |
| 9    | 謝淑薇                                 | 4730     | 11     |
| 10   | ビルヒニア・ルアノ・パスクアル         | 4670     | 13     |

## 主な引退選手
- ナタリー・ドシー
- エミリー・ロワ
- アメリ・モレスモ
- 森上亜希子
- 杉山愛
- タチアナ・ペレビニス
- 孫甜甜